# Atypical

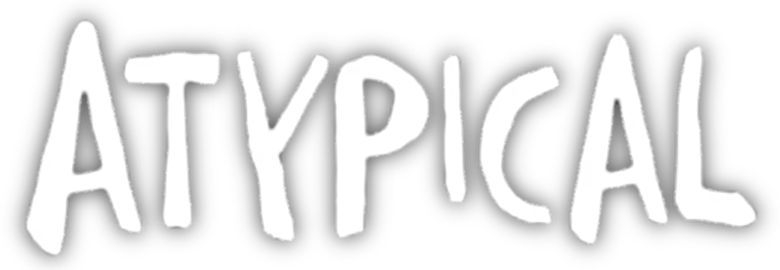
Logotip, títol de la sèrie Atypical

Atypical és una sèrie de televisió de gènere coming-of-age creada per Robia Rashid per a Netflix. Gira al voltant de la vida de Sam Gardner (Keir Gilchrist), un noi de 18 anys que està en l'espectre autista. La primera temporada va ser estrenada l'11 d'agost de 2017, formada per 8 episodis. La segona, amb 10 episodis, va ser estrenada el 7 de setembre de 2018. Aquest passat octubre, la sèrie va ser renovada per a una tercera temporada de 10 capítols. 
La primera temporada va rebre principalment ressenyes positives, tot i que la sèrie va ser criticada per la seva falta d'autors autistes i per a fer una vaga representació de l'autisme. La segona temporada va incloure més actors i escriptors amb autisme, i va rebre també majoritàriament ressenyes positives.

## Trama

### Primera temporada
Sam Gardner, un nen de 18 anys de Connecticut amb autisme, anuncia que li agradaria tenir una xicota. El seu pare, Doug, sempre ha tingut problemes per a connectar amb el Sam i li entusiasma que el seu fill recorri a ell perquè li doni consell. Quan el Sam vol sorprendre la noia que li agrada amb maduixes recobertes de xocolata, el Doug, que el porta a casa d'ella amb cotxe, s'assabenta que tal noia és la Julia, la terapeuta de 26 anys del Sam. El pare immediatament el fa marxar i li diu que hauria de trobar una xicota de la seva edat. El Sam llavors decideix que necessita una "xicota de pràctica" i, amb l'ajuda dels seus amics i família, comença a aprendre què comporta buscar parella.
A mesura que el Sam esdevé més independent, la seva mare Elsa s'esforça per a trobar una vida fora del que ha sigut sempre el seu rol: ser la vigilant i cuidadora del seu fill. Durant una nit de festa amb amigues, l'Elsa coneix a un cambrer i comença un afer amb ell. La germana petita del Sam, la Casey, bat un rècord d'atletisme i rep una beca esportiva per a un institut de gran prestigi que està lluny de casa. Tot i que ella hi vol assistir, està nerviosa sobre com s'ho prendria el Sam. Les seves preocupacions desapareixen quan descobreix que el seu pare va abandonar la seva família durant un temps després que diagnostiquessin el seu germà i que la seva mare té una aventura extramatrimonial. Paral·lelament, la Julia es troba una maduixa coberta de xocolata, la que el Sam va deixar durant la seva visita ràpida. La terapeuta acusa llavors el seu promès d'infidel, acció que derivarà en una ruptura. Més tard, la noia descobreix que està embarassada de la seva exparella recent.

### Segona temporada
Quan el Doug s'assabenta de l'afer de la seva dona, ràpidament la fa fora de casa i es queda a càrrec de totes les feines de la casa, cosa que li causa estrès. Més tard, el marit deixa que l'Elsa torni a casa amb unes normes, tot i que segueix distant. A causa del conflicte amb la Julia, el Sam ha de trobar un nou terapeuta, tasca que li resulta molt difícil. L'orientador acadèmic del seu institut li recomana que comenci el procés d'accés a la universitat i que s'uneixi a un grup per a estudiants que també es troben dins l'espectre autista, en el qual es preparen per a la graduació i la independència en general.
Tot i que la Casey se sent poc benvinguda a l'Institut Clayton Preparatory, acaba fent-se amiga de la capitana de l'equip d'atletisme, la Izzie, que va ser cruel amb ella en un primer moment. Les dues es fan bones amigues i la Casey comença a desenvolupar sentiments romàntics vers la Izzie cap al final de la temporada, cosa que crea una gran confusió en la noia, ja que no sap què fer amb la seva relació amb el seu promès, l'Evan. Com que la Casey ja no està al mateix institut que el Sam, ell comença a expressar els canvis en la seva vida fent dibuixos sovint a la seva llibreta. Un dia, la senyora Whitaker descobreix els esbossos i li recomana al noi una universitat amb un programa científic combinat amb la il·lustració.

## Repartiment i personatges

### Principals
- Keir Gilchrist com a Sam Gardner, un noi de 18 anys en l'espectre autista, qui està obsessionat amb l'Antàrtida.[1][2]
- Brigette Lundy-Paine com a Casey Gardner, la germana petita del Sam.[3]
- Jennifer Jason Leigh com a Elsa Gardner, mare sobreprotectora del Sam i la Casey.
- Michael Rapaport com a Doug Gardner, pare del Sam i la Casey i marit de l'Elsa.
- Amy Okuda com a Julia Sasaki, terapeuta i interès amorós del Sam.

### Recurrents
- Graham Rogers com a Evan Chapin, ex nòvio de la Casey
- Nik Dodani com a Zahid Raja, el millor amic del Sam.[4]
- Raúl Castillo com a Nick, el cambrer amb el que l'Elsa té un afer.[5][6]
- Jenna Boyd com a Paige Hardaway, la "novia de pràctica" del Sam.
- Rachel Redleaf com a Beth Chapin, la germana de l'Evan, qui la Casey defensa després de veure com una noia cruel (Bailey Bennett) li fa assetjament.
- Fivel Stewart com a Izzie Taylor, nòvia i amiga de la Casey.
- Casey Wilson com a Ms. Whitaker.

## Orígens i producció
La sèrie, originàriament anomenada Antarctica, va ser creada i escrita per Robia Rashid, la que havia treballat prèviament a How I Met Your Mother i a The Goldbergs com a productora. Per a fer una representació més acurada, va parlar amb Michelle Dean, una professora de la California State University que treballava al Centre de Recerca i Tractament per l'Autisme d'UCLA.
El 13 de setembre de 2017, Atypical va ser renovada per a una segona temporada. David Finch, qui és autista, va passar a formar part de l'equip de guió. Vuit actors autistes de The Miracle Project tenen papers d'adolescents que estan al grup de suport del qual el Sam comença a formar part, i també hi ha altres actors autistes que tenen papers de persones neurotípiques. La productora executiva Mary Rohlich també va dir que la sèrie va "començar a incorporar més dones directores i diversitat femenina": set dels deu episodis van ser dirigits per dones i la meitat de l'equip de redacció estava format per dones. El 24 d'octubre, Atypical va ser renovada per a una tercera temporada que consistirà de 10 episodis.

## Estrena
La primera temporada va ser estrenada l'11 d'agost de 2017 i constava de 8 capítols. La segona temporada va ser estrenada el 7 de setembre de 2018 i constava de 10 capítols.

## Rebuda
En Metacritic, el qual assigna una puntuació a partir de 100 ressenyes de crítics mainstream, la primera temporada va rebre una puntuació de 66, basada en 20 ressenyes, indicant "ressenyes generalment favorables" i una puntuació de 77% a Rotten Tomatoes, amb una puntuació mitjana de 5.32 de 10. Pel que fa a l'acting va ser generalment ben rebut, tot i que l'actuació de Gilchrist i la manera amb la qual va representar el Sam va rebre crítiques per ser poc realista i estereotípica. La falta d'actors i actrius autistes també va ser qüestionada.
Sara Luterman de The New York Times va escriure que la segona temporada resulta una millora de la primera. La decisió del Sam d'anar a una escola d'art es desvia dels prejudicis que es tenen de l'autisme, i el seu autisme deixa de ser una "font de misèria per la seva família". Lutermant aplaudeix les implicacions de més persones autistes com a guionistes i actors, però critica que la misogínia del Sam no és tractada i que ell "encara és representat més com una checklist que una persona" La Lorraine Ali de Los Angeles Times alaba la continuada "perspectiva única, humor fort i empatia", i descriu la sèrie com a "un drama familiar meravellós i atípic" amb "molts moments emotius i incòmodes".
En una ressenya negativa, Jen Chaney de Vulture escriu que la sèrie "perd el seu focus" a la segona temporada, tant com amb "la trama secundària innecessària" de la Julia, "un personatge secundari amb poc desenvolupament", o també amb l'intent de convertir al Zahid amb un "lovably wacky sidekick". Chaney escriu que la sèrie "molt sovint semblava forçada o que intentava fer bromes fàcils", i critica escenes entre el Doug i l'Elsa en què "no semblen reflectir un comportament humà real". Així i tot, Chaney aplaudeix l'actuació de Lundy-Paine, la qual va canviant entre "comprensió i exasperació", i l'acting "yard-stick" de Gilchrist. 
Pel que fa a Espanya, la sèrie ha tingut una rebuda bastant negativa pels experts, ja que es considera que fa una mala representació de l'autisme. També se l'acusa de camuflar masclisme en l'autisme del protagonista. Com apunta la revista GQ: "l'aposta de Netflix destaca menys per la seva sensibilitat que pel seu masclisme i la seva condescendència. El primer, per a reduir els reptes d'un personatge amb autisme a una trama de cosificació sexual (Zahid, el millor amic del protagonista, és menyspreable); el segon, per a pintar el Sam amb una empatia gairebé nul·la, la major crítica al paternalisme que han manifestat escriptors de l'espectre autista."
Per una altra part, Pere Solà de La Vanguardia pensa que, deixant de banda alguns aspectes de la sèrie, és mereixedora del seu èxit: "Atypical és molt recomanable perquè Robia Rashid sent molta estimació pels personatges, afectats per estar en contacte amb Sam, però la definició i conflictes del qual van més enllà d'ell. El pare no deixa de ser un home que intenta connectar amb el seu fill adolescent, la mare no deixa de ser una dona que es planteja la seva pròpia existència ara que els seus fills no depenen tant d'ella i la terapeuta no deixa de viure en l'eterna contradicció, sent incapaç d'enfrontar-se amb els seus propis dilemes."

### Premis
| Any  | Premi            | Categoria                         | Candidat(s) | Resultat | Ref.   |
| ---- | ---------------- | --------------------------------- | ----------- | -------- | ------ |
| 2018 | Satellite Awards | Millor Musical o Sèrie de Comèdia | Atypical    | Nominat  | [ 32 ] |